# Bhojudih
Bhojudih è una suddivisione dell'India, classificata come census town, di 8.936 abitanti, situata nel distretto di Bokaro, nello stato federato del Jharkhand. In base al numero di abitanti la città rientra nella classe V (da 5.000 a 9.999 persone).

## Geografia fisica
La città è situata a 23° 37' 60 N e 86° 27' 0 E e ha un'altitudine di 137 m s.l.m..

## Società

### Evoluzione demografica
Al censimento del 2001 la popolazione di Bhojudih assommava a 8.936 persone, delle quali 4.791 maschi e 4.145 femmine. I bambini di età inferiore o uguale ai sei anni assommavano a 1.044, dei quali 531 maschi e 513 femmine. Infine, coloro che erano in grado di saper almeno leggere e scrivere erano 5.690, dei quali 3.590 maschi e 2.100 femmine.